# Kanuslalom-Europameisterschaften 2008
Die Kanuslalom-Europameisterschaften 2008 fanden in Krakau, Polen, unter der Leitung des Europäischen Kanuverbandes (ECA) statt. Es war die 9. Ausgabe des Wettbewerbs und sie fanden vom 8. bis zum 11. Mai 2008 statt. Wettkampfstrecke war der Kraków-Kolna Canoe Slalom Course.

## Ergebnisse
Insgesamt wurden acht Wettbewerbe austragen.

### Männer

#### Canadier
| Wettbewerb | Gold                                                                                         | Gold   | Silber                                                                                                   | Silber | Bronze | Bronze |
| ---------- | -------------------------------------------------------------------------------------------- | ------ | --- | ------ | --- | ------ |
| C1         | Michal Martikán                                                                              | 186,91 | Stanislav Ježek                                                                                          | 187,89 | Alexander Slafkovský                                                                                      | 189,73 |
| C1 Team    | SlowakeiMichal Martikán Alexander Slafkovský Matej Beňuš                                     | 214,81 | PolenKrzysztof Bieryt Grzegorz Kiljanek Dawid Bartos                                                     | 218,56 | DeutschlandChristian Bahmann Nico Bettge Lukas Hoffmann                                                   | 222,78 |
| C2         | SlowakeiPavol Hochschorner/Peter Hochschorner                                                | 198,76 | SlowakeiLadislav Škantár/Peter Škantár                                                                   | 207,00 | ItalienAndrea Benetti/Erik Masoero                                                                        | 207,23 |
| C2 Team    | DeutschlandMarcus Becker & Stefan Henze Kay Simon & Robby Simon David Schröder & Frank Henze | 251,09 | PolenMarcin Pochwała & Paweł Sarna Dominik Węglarz & Dawid Dobrowolski Dariusz Wrzosek & Jarosław Miczek | 254,95 | SlowakeiPavol Hochschorner & Peter Hochschorner Ladislav Škantár & Peter Škantár Tomáš Kučera & Ján Bátik | 257,75 |

#### Kajak
| Wettbewerb | Gold                                                    | Gold   | Silber                                           | Silber | Bronze                                                | Bronze |
| ---------- | ------------------------------------------------------- | ------ | ------------------------------------------------ | ------ | ----------------------------------------------------- | ------ |
| K1         | Campbell Walsh                                          | 181,63 | Daniele Molmenti                                 | 181,76 | Fabian Dörfler                                        | 182,41 |
| K1 Team    | PolenDariusz Popiela Grzegorz Polaczyk Mateusz Polaczyk | 204,76 | ItalienDiego Paolini Daniele Molmenti Luca Costa | 207,28 | SchweizMichael Kurt Mathias Röthenmund Moritz Lüscher | 209,11 |

### Frauen

#### Kajak
| Wettbewerb | Gold                                                   | Gold   | Silber                                                  | Silber | Bronze                                                             | Bronze |
| ---------- | ------------------------------------------------------ | ------ | ------------------------------------------------------- | ------ | ------------------------------------------------------------------ | ------ |
| K1         | Štěpánka Hilgertová                                    | 200,89 | Marie Řihošková                                         | 201,50 | Irena Pavelková                                                    | 203,97 |
| K1 Team    | DeutschlandClaudia Bär Mandy Planert Jasmin Schornberg | 230,62 | SlowakeiJana Dukátová Elena Kaliská Gabriela Stacherová | 236,59 | Vereinigtes KönigreichFiona Pennie Louise Donington Laura Blakeman | 253,44 |

## Medaillenspiegel
| Platz  | Land                   | Gold | Silber | Bronze | Gesamt |
| ------ | ---------------------- | ---- | ------ | ------ | ------ |
| 1      | Slowakei               | 3    | 2      | 2      | 7      |
| 2      | Deutschland            | 2    | 0      | 2      | 4      |
| 3      | Tschechien             | 1    | 2      | 1      | 4      |
| 4      | Polen                  | 1    | 2      | 0      | 3      |
| 5      | Vereinigtes Königreich | 1    | 0      | 1      | 2      |
| 6      | Italien                | 0    | 2      | 1      | 3      |
| 7      | Schweiz                | 0    | 0      | 1      | 1      |
| Gesamt |                        | 8    | 8      | 8      | 24     |